# Ping Awards

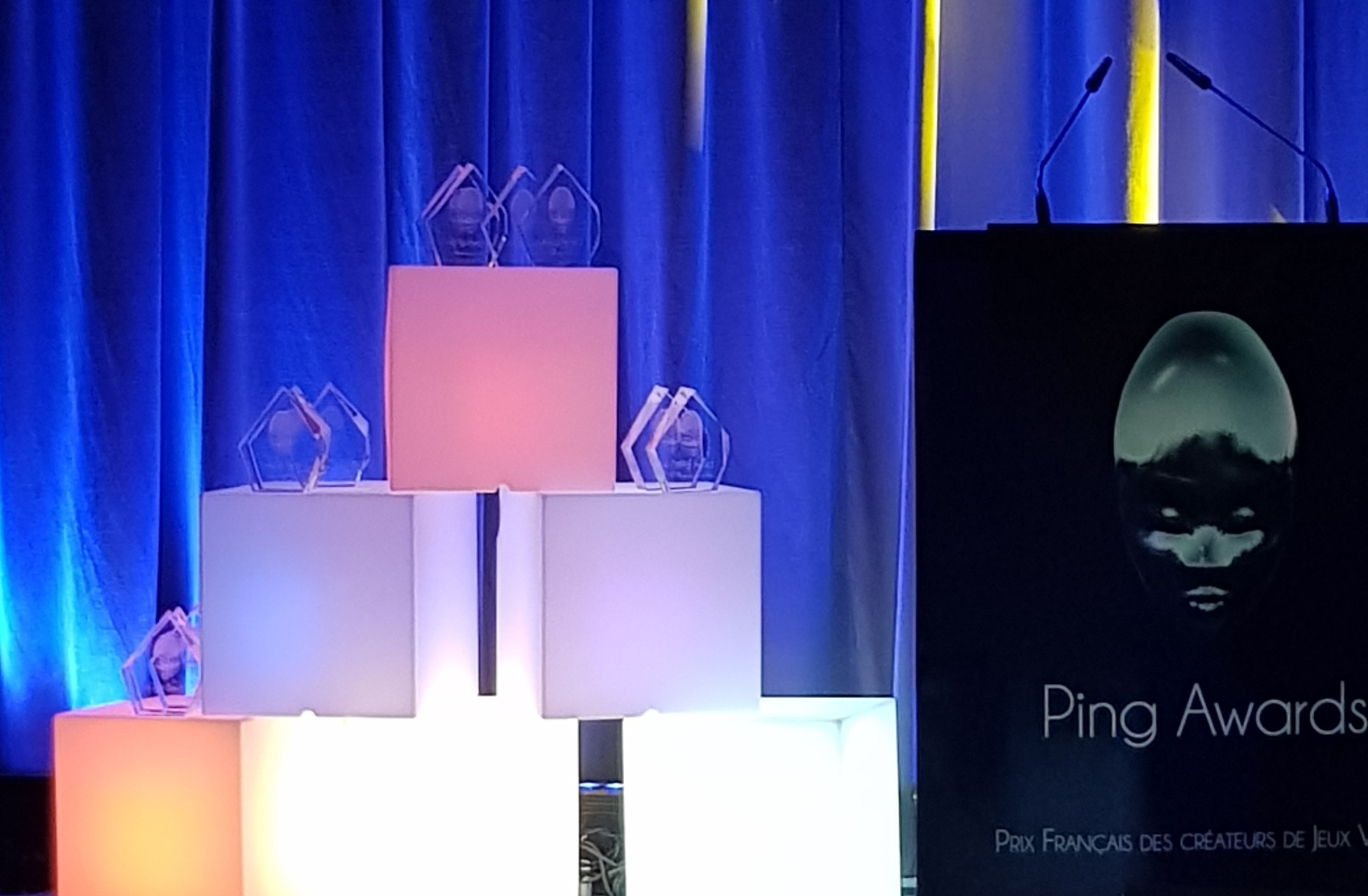
Trophées des Ping Awards en 2018.

Les Ping Awards sont des récompenses vidéoludiques créées en 2013 par Philippe Ulrich, et remises annuellement à Paris à des créateurs du jeux vidéo dans diverses catégories pour saluer les meilleurs créations françaises. La cérémonie de remise a lieu dans le cadre de la semaine du jeu vidéo « Game Paris » et est organisé par Capital Games et l'Agence française pour le jeu vidéo (AFJV).
Les Pings Awards remplacent les Milthon du jeu vidéo qui furent décernés entre 2007 et 2010.

## 1ecérémonie (2013)

### Jury
Le jury de la 1re cérémonie était composé de :
- Président : Frédérick Raynal, game designer, créateur de Alone in the Dark et de Little Big Adventure
- Nicolas Bonvalet, fondateur de Game Consulting
- Fabien Delpiano, fondateur de Pastagames
- Philippe Dubois, cocréateur de MO5.com
- Frédéric Fau, rédacteur en chef de Jeuxvideo.com
- Patrick Giordiano, producteur à Tekini Records
- Florent Gorges, écrivain, auteur de L'Histoire de Nintendo
- Frédéric Moulin, présentateur du Journal du Jeu vidéo sur Canal+
- Cédric Lagarrigue, PDG de Focus Home Interactive
- Lionel Prevot, chargé de mission jeu vidéo au CNC
- Caroline Speller, rédactrice en chef de Push Start TV

### Palmarès
Le palmarès est annoncé lors de la Paris Games Week.
- Grand prix : Dishonored - Arkane Studios
- Ping Award du meilleur jeu PC : Dishonored - Arkane Studios
- Ping Award du meilleur jeu consoles : Rayman Legends - Ubisoft Montpellier
- Ping Award du meilleur jeu portable et mobile : Hills of Glory 3D - Mando Productions / AMA
- Ping Award du meilleur jeu web et réseaux sociaux : Criminal Case - Pretty Simple
- Ping Award de l'innovation : Beyond: Two Souls - Quantic Dream
- Ping Award du meilleur graphismes : Beyond: Two Souls - Quantic Dream
- Ping Award de la meilleure bande-son : Rayman Legends - Ubisoft Montpellier
- Ping Award du meilleur scénario : Remember Me - Dontnod Entertainment
- Ping Award du meilleur jeu étudiant : A Tale of Two Worlds - ENJMIN

## 2ecérémonie (2014)

### Jury
Le jury de la 2e cérémonie était composé de :
- Président : Tom Novembre, acteur, chanteur, passionné de jeu vidéo
- Bertrand Amar, journaliste et animateur
- Claude Amardeil, chargé des affaires juridiques à la Société des auteurs, compositeurs et éditeurs de musique
- Anne Devouassoux, présidente de Granitic Games
- Sébastien Floc'h, scénariste de BD et journaliste
- Frédéric Goyon, journaliste, rédacteur en chef adjoint de Jeuxvideo.com
- Georges Grouard, journaliste
- Fabrice Lourie, chef de projet Jeu vidéo à la Cité des sciences et de l'industrie
- Lou Lubie, illustratrice, web designer, game designer
- Lionel Prevot, chargé de mission jeux vidéo au CNC

### Palmarès
Le palmarès est annoncé lors de la Paris Games Week.
- Grand prix : Soldats inconnus : Mémoires de la Grande Guerre - Ubisoft Montpellier
- Ping Award du meilleur jeu PC : Deadcore - 5 Bits Games
- Ping Award du meilleur jeu consoles : Styx: Master of Shadows - Cyanide
- Ping Award du meilleur jeu portable et mobile : Mucho Party - Globz
- Ping Award du meilleur jeu web et réseaux sociaux : March of History - Celsius online
- Ping Award des meilleurs graphismes : Wargame: Red Dragon - Eugen Systems
- Ping Award de la meilleure bande-son : Endless Legend - Amplitude Studios
- Ping Award du meilleur scénario : Soldats inconnus : Mémoires de la Grande Guerre - Ubisoft Montpellier
- Ping Award du meilleur jeu étudiant : Anarcute - Supinfogame Rubika
- Ping Award de l'artiste numérique : Anthony Roux
- Ping Award d'honneur : Frédérick Raynal

## 3ecérémonie (2015)
La cérémonie de remise des récompenses des Ping Awards 2015 a eu lieu le 29 octobre à la Cité des Sciences durant la Paris Games Week.
Elle intègre un prix pour le meilleur jeu étudiant parmi 10 projets présentés à la Cité des Sciences et soutenus par les votes des visiteurs.

### Jury
Le jury de la 3e cérémonie était composé de :
- Coprésidents : Manu Levy et Florian Gazan
- Marc Aguesse, rédacteur en chef de Catsuka
- Pauline Augrain, responsable de la création numérique au CNC
- Jay Grouard, journaliste
- Patrick Hellio, créateur du journal professionnel JDLI
- Florence Icart, chargée d'études pour la Hadopi
- Pia-Victoria Jacqmart, journaliste
- Jean-Robert Lombard, acteur français

### Nommés
Les nominations ont été annoncées en octobre 2015.
Ping Award du meilleur jeu PC
- Act of Aggression - Eugen Systems
- Dead in Bermuda - CCCP
- Finding Teddy 2 - Storybird Games
- Subject 13 - Paul Cuisset / Mzone Studio
- Life Is Strange - Dontnod Entertainment

Ping Award du meilleur jeu consoles
- Blood Bowl II - Cyanide
- Let's Sing 2016 : Hits français - Voxler
- Life Is Strange - Dontnod Entertainment
- White Night - Osome Studio
- WRC 5 - Kylotonn

Ping Award du meilleur jeu mobile
- A Blind Legend - Dowino
- Battleplans - C4M
- Chouchou Puzzle Adventure - Spinbot
- Dungeon of the Endless - Amplitude Studios
- Zodiac: Orcanon Odyssey - Kobojo

Ping Award du meilleur jeu web et réseaux sociaux
- The Ultimatest Battle - Ediogames
- Badass Inc. - Motion-Twin
- Celsius Heroes - Celsius online
- Celestus - Vincent Soliveres
- Bsq1492 - Syldi Studio

Ping Award des meilleurs graphismes
- Life Is Strange - Dontnod Entertainment
- Endless Legend: Shadows - Amplitude Studios
- White Night - Osome Studio
- WRC 5 - Kylotonn
- Blood Bowl II - Cyanide

Ping Award de la meilleure bande-son
- Life Is Strange - Dontnod Entertainment
- Inside My Radio - Seaven Studio
- White Night - Osome Studio
- Finding Teddy 2 - Storybird Games
- A Blind Legend - Dowino

Ping Award du meilleur scénario
- A Blind Legend - Dowino
- Dead in Bermuda - CCCP
- Life Is Strange - Dontnod Entertainment
- White Night - Osome Studio
- Zodiac: Orcanon Odyssey - Kobojo

Ping Award du meilleur jeu étudiant
- Chronobot - ENJMIN
- Close Call: Step Into the Void - Supinfogame Rubika
- D-City - Isart Digital
- JumpHead: Battle4Fun! - IUT de Bobigny
- MonsterBall League - ENJMIN
- Nayima - LISAA
- Sliced - Isart Digital
- TrubadurR - Isart Digital
- Twin Fates - Supinfogame Rubika
- Ultraflow - Supinfogame Rubika

### Palmarès
Le palmarès est décerné lors de la Paris Games Week le même mois.
- Grand prix : Life Is Strange - Dontnod Entertainment
- Prix spécial du jury : A Blind Legend - Dowino
- Ping Award du meilleur jeu PC : Act of Aggression - Eugen Systems
- Ping Award du meilleur jeu consoles : WRC 5 - Kylotonn
- Ping Award du meilleur jeu mobile : Zodiac: Orcanon Odyssey - Kobojo
- Ping Award du meilleur jeu web et réseaux sociaux : Badass Inc. - Motion-Twin
- Ping Award des meilleurs graphismes : White Night - Osome Studio
- Ping Award de la meilleure bande-son : Inside My Radio - Seaven Studio
- Ping Award du meilleur scénario : Life Is Strange - Dontnod Entertainment
- Ping Award du meilleur jeu étudiant : Twin Fates - Supinfogame Rubika
- Prix du stand « Jeux Made in France » : Blood Bowl: Kerrunch - Cyanide
- Ping Award d'honneur : Cédric Lagarrigue (PDG de Focus Home Interactive)

## 4ecérémonie (2016)

### Nommés
Les nominations ont été annoncées en octobre 2016.
Ping Award du meilleur jeu PC
- Agatha Christie: The ABC Murders - Artefacts Studio
- Battlefleet Gothic: Armada - Tindalos Interactive
- Dishonored 2 - Arkane Studios
- Furi - The Game Bakers
- Seasons After Fall - Swing Swing Submarine

Ping Award du meilleur jeu consoles
- Dishonored 2 - Arkane Studios
- Furi - The Game Bakers
- Lastfight - Piranaking
- Strike Vector EX - Ragequit Corporation
- WRC 6 - Kylotonn

Ping Award du meilleur jeu mobile
- Dark Days - Parallel Studio
- Lost in Harmony - DigixArt
- Primal Legends - Kobojo
- Rayman Adventures - Ubisoft Montpellier
- SwapTales : Léon ! - Witty Wings

Ping Award des meilleurs graphismes
- Battlefleet Gothic: Armada - Tindalos Interactive
- Dishonored 2 - Arkane Studios
- Rayman Adventures - Ubisoft Montpellier
- Seasons After Fall - Swing Swing Submarine
- The Technomancer - Spiders

Ping Award du meilleur scénario
- Agatha Christie: The ABC Murders - Artefacts Studio
- Dishonored 2 - Arkane Studios
- Seasons After Fall - Swing Swing Submarine
- SwapTales : Léon ! - Witty Wings
- The Technomancer - Spiders

Ping Award de la meilleure bande-son
- Furi - The Game Bakers
- Lastfight - Piranaking
- Lost in Harmony - DigixArt
- Seasons After Fall - Swing Swing Submarine
- The Technomancer - Spiders

Ping Award du meilleur jeu international
- Dark Souls III - FromSoftware
- Deus Ex: Mankind Divided - Eidos Montréal
- Doom - id Software
- Overwatch - Blizzard Entertainment
- Quantum Break - Remedy Entertainment
- Street Fighter V - Dimps / Capcom
- Tom Clancy's The Division - Massive Entertainment
- Total War: Warhammer - Creative Assembly
- Uncharted 4: A Thief's End - Naughty Dog
- Unravel - Coldwood Interactive

Ping Award du meilleur jeu étudiant
- Beat Arena - ITESCIA
- Jank'n'Pon - ECV
- Lily: Colors of Santa Luz - Isart Digital
- Play With Me - Créajeux
- Feral - Supinfogame Rubika
- Skybolt Zack - Isart Digital
- Oversight - IEFM 3D
- Carus - Studio M
- Tatassos - Supinfogame Rubika
- Sticky Boy: The Curse of Oily Town - Isart Digital

### Palmarès
Le palmarès est décerné lors de la Paris Games Week le même mois
- Grand prix : Dishonored 2 - Arkane Studios
- Ping Award du meilleur jeu PC : Dishonored 2 - Arkane Studios
- Ping Award du meilleur jeu consoles : Dishonored 2 - Arkane Studios
- Ping Award du meilleur jeu mobile : Rayman Adventures - Ubisoft Montpellier
- Ping Award des meilleurs graphismes : Seasons After Fall - Swing Swing Submarine
- Ping Award de la meilleure bande-son : Furi - The Game Bakers
- Ping Award du meilleur scénario : Dishonored 2 - Arkane Studios
- Ping Award du meilleur jeu international : Uncharted 4: A Thief's End - Naughty Dog
- Ping Award du meilleur jeu étudiant : Skybolt Zack - Isart Digital
- Ping Award d'honneur : Paul Cuisset

## 5ecérémonie (2017)

### Jury
Le jury de la 5e cérémonie était composé de :
- Olivier Bellele, chef de projet pour l'agence Au delà du Virtuel
- Slimane-Baptiste Berhoun, réalisateur et écrivain
- Arnaud de Keyser, rédacteur en chef de Jeux vidéo Magazine
- Claudius Erhardy, responsable des partenariats de l'agence Respect Zone
- Angélique Girard, responsable du bureau audiovisuel et multimédia à la DGE
- Ida Gonthier, cofondatrice du site L'Info Tout Court
- Jay Grouard, journaliste
- Jean-Martial Lefranc, fondateur de Cryo Interactive, réalisateur et producteur de films
- Mickaël Newton, Chief Happiness Officer chez Ubisoft
- Stéphane Singier, responsable de la veille stratégique et de la compétitivité territoriale chez Cap Digital

### Nommés
Les nominations ont été annoncées en octobre 2017.
Ping Award du meilleur jeu PC
- Dishonored : La Mort de l'Outsider - Arkane Studios
- Endless Space 2 - Amplitude Studios
- Steel Division: Normandy 44 - Eugen Systems
- Styx: Shards of Darkness - Cyanide
- Wonder Boy: The Dragon's Trap - Lizardcube

Ping Award du meilleur jeu consoles
- Dishonored : La Mort de l'Outsider - Arkane Studios
- Let's Sing 2016 : Hits français et internationaux - Voxler
- Mario + The Lapins Crétins: Kingdom Battle - Ubisoft Paris
- Styx: Shards of Darkness - Cyanide
- Tom Clancy's Ghost Recon Wildlands - Ubisoft Paris

Ping Award du meilleur jeu mobile
- A Planet of Mine - Tuesday Quest
- Another Lost Phone - Accidental Queens
- Krosmaga - Ankama Games
- Swim Out - Lozage Lab
- White Night - Osome Studio

Ping Award du meilleur jeu indépendant
- Absolver - Sloclap
- Dead Cells - Motion-Twin
- Games of Glory - Lightbulb Crew
- Hacktag - Piece of Cake Studio
- Hover - Midgar Studio
- Northgard - Shiro Games
- Pankapu - Too Kind Studio
- Pawarumi - Manufacture 43
- PCI: Public Crime Investigation - PCI Agent
- Splasher - Splashteam

Ping Award du meilleur jeu de sport
- Pro Cycling Managers 2017 - Cyanide
- Pro Basketball Manager 2017 - Cyanide
- Rugby 18 - Eko Software
- Steep - Ubisoft Annecy
- WRC 7 - Kylotonn

Ping Award des meilleurs graphismes
- Dishonored : La Mort de l'Outsider - Arkane Studios
- Endless Space 2 - Amplitude Studios
- Styx: Shards of Darkness - Cyanide
- Syberia III - Koalabs
- Tom Clancy's Ghost Recon Wildlands - Ubisoft Paris

Ping Award du meilleur scénario
- Ana the Game - Almost Games
- Another Lost Phone - Accidental Queens
- Dishonored : La Mort de l'Outsider - Arkane Studios
- Styx: Shards of Darkness - Cyanide
- Tom Clancy's Ghost Recon Wildlands - Ubisoft Paris

Ping Award de la meilleure bande-son
- 2Dark - Gloomywood
- Dishonored : La Mort de l'Outsider - Arkane Studios
- Endless Space 2 - Amplitude Studios
- Shiness - Enigami
- Styx: Shards of Darkness - Cyanide

Ping Award du meilleur jeu international
- Destiny 2 - Bungie Studios
- Horizon Zero Dawn - Guerrilla Games
- Injustice 2 - NetherRealm Studios
- Nier: Automata - PlatinumGames
- Persona 5 - Atlus
- Prey - Arkane Studios Austin
- Resident Evil 7: Biohazard - Capcom
- Star Wars: Battlefront II - DICE
- The Legend of Zelda: Breath of the Wild - Nintendo
- Total War: Warhammer 2 - Creative Assembly

Ping Award du meilleur jeu étudiant
- Babylon - Supinfogame Rubika
- The Binded - Pôle 3D
- Blight - Objectif 3D
- Curiosity - Supinfogame Rubika
- Hellen - ECV
- Impulsion - IIM
- Naraa: The Living Book - Isart Digital
- Planet's Revenge - Isart Digital
- Rio2050 - ArtFX
- Voodoo Child - Studio M

### Palmarès
Le palmarès est décerné lors de la Paris Games Week le même mois.
- Grand prix : Mario + The Lapins Crétins: Kingdom Battle - Ubisoft Paris
- Prix spécial du jury : Another Lost Phone - Accidental Queens
- Ping Award du meilleur jeu PC : Dishonored : La Mort de l'Outsider - Arkane Studios
- Ping Award du meilleur jeu consoles : Mario + The Lapins Crétins: Kingdom Battle - Ubisoft Paris
- Ping Award du meilleur jeu mobile : Krosmaga - Ankama Games
- Ping Award du meilleur jeu indépendant : Splasher - Splashteam
- Ping Award du meilleur jeu de sport : WRC 7 - Kylotonn
- Ping Award des meilleurs graphismes : Tom Clancy's Ghost Recon Wildlands - Ubisoft Paris
- Ping Award du meilleur bande-son : Styx: Shards of Darkness - Cyanide
- Ping Award du meilleur scénario : Ana the Game - Almost Games
- Ping Award du meilleur jeu international : The Legend of Zelda: Breath of the Wild - Nintendo
- Ping Award du meilleur jeu étudiant : Impulsion - IIM

## 6ecérémonie (2018)

### Jury
Le jury de la 6e cérémonie était composé de :
- Hamid Bessaa, docteur en psychologie cognitive et chercheur au LutinUserlab
- Denis Bourdan, PDG de Load Inc.
- Claude Farge, directeur du Forum des images
- Daniel Ichbiah, écrivain et journaliste, auteur de La Saga des jeux vidéo
- Vanessa Lalo, psychologue clinicienne spécialisée dans les jeux vidé
- Jean-Martial Lefranc, fondateur de Cryo Interactive, réalisateur et producteur de films
- Denis Masséglia, député et président du groupe d'études Jeu vidéo
- Nicolas Sap, journaliste
- Sironimo, journaliste
- David Téné, journaliste
- FibreTigre, game designer (Out There...)

### Nommés
Les nominations ont été annoncées en octobre 2018.
Ping Award du meilleur jeu PC
- 11-11 Memories Retold - DigixArt
- Space Hulk: Tactics - Cyanide
- Unruly Heroes - Magic Design Studios
- Monster Boy et le Royaume maudit - Game Atelier
- Life Is Strange 2 - Dontnod Entertainment
- Call of Cthulhu - Cyanide

Ping Award du meilleur jeu consoles
- Masters of Anima - Passtech Games
- The Council - Cyanide / Big Bad Wolf
- Vampyr - Dontnod Entertainment
- Life Is Strange 2 - Dontnod Entertainment
- Detroit: Become Human - Quantic Dream

Ping Award du meilleur jeu mobile
- Eqqo - Parallel Studio
- Arventure - Asynkrone Studio
- Brave Frontier: The Last Summoner - Gumi Europe
- Homo Machina - Darjeeling
- Is It Love? Peter - 1492 Studio

Ping Award du meilleur jeu indépendant
- Beyond the Void - B2expand
- Dead in Vinland - CCCP
- The Free Ones - Farsky Interactive
- Double Kick Heroes - Headbang Club
- Ghost of a Tale - SeithCG
- Genetic Disaster - Team8 Studio
- MagiCats Builder - Dreamz Studio
- Sumocrats - The Architects Republic
- Altero - Electronic Motion Games
- MachiaVillain - Wild Factor

Ping Award du meilleur jeu de sport
- Gear.Club Unlimited 2 - Eden Games
- Pro Cycling Manager 2018 - Cyanide
- TT Isle of Man - Kylotonn
- V-Rally 4 - Kylotonn
- The Crew 2 - Ivory Tower

Ping Award des meilleurs graphismes
- Detroit: Become Human - Quantic Dream
- Life Is Strange 2 - Dontnod Entertainment
- Unruly Heroes - Magic Design Studios
- Ghost of a Tale - SeithCG
- The Crew 2 - Ivory Tower

Ping Award de la meilleure bande-son
- Detroit: Become Human - Quantic Dream
- Life Is Strange 2 - Dontnod Entertainment
- Vampyr - Dontnod Entertainment
- Double Kick Heroes - Headbang Club
- 11-11: Memories Retold - DigixArt

Ping Award du meilleur scénario
- Detroit: Become Human - Quantic Dream
- Life Is Strange 2 - Dontnod Entertainment
- 11-11: Memories Retold - DigixArt
- The Council - Cyanide / Big Bad Wolf
- Vampyr - Dontnod Entertainment

Ping Award du meilleur jeu étudiant
- Cendres - ETPA
- Fusion - Objectif 3D
- Imhotep - Objectif 3D
- En garde ! - Supinfogame Rubika
- It's Paper Guy - ENJMIN
- Pixan: Spirits of Naay - Isart Digital
- Baby Storm - Isart Digital
- Halzae: Heroes of Divinity - Créajeux
- Un homme - Pôle 3D
- Stained - École Émile-Cohl

### Palmarès
Le palmarès est décerné lors de la Paris Games Week le même mois.
- Grand prix :  Detroit: Become Human - Quantic Dream
- Prix spécial du jury :  Life Is Strange 2 - Dontnod Entertainment
- Ping Award du meilleur jeu PC : Call of Cthulhu - Cyanide
- Ping Award du meilleur jeu consoles : Detroit: Become Human - Quantic Dream
- Ping Award du meilleur jeu mobile : Homo Machina - Darjeeling
- Ping Award du meilleur jeu indépendant : Ghost of a Tale - SeithCG
  - Mention spéciale - Graphismes : Ghost of a Tale - SeithCG
  - Mention spéciale - Bande-son : Double Kick Heroes - Headbang Club
  - Mention spéciale - Scénario : Dead in Vinland - CCCP
- Ping Award du meilleur jeu de sport : The Crew 2 - Ivory Tower
- Ping Award des meilleurs graphismes : Detroit: Become Human - Quantic Dream
- Ping Award de la meilleure bande-son : Double Kick Heroes - Headbang Club
- Ping Award du meilleur scénario : The Council - Cyanide / Big Bad Wolf
- Ping Award du meilleur jeu étudiant : En garde ! - Supinfogame Rubika
  - Mention spéciale - Graphismes : Stained - École Émile-Cohl
  - Mention spéciale - Bande-son : Pixan: Spirits of Naay - Isart Digital
  - Mention spéciale - Scénario : Un homme - Pôle 3D
- Ping Award d'honneur : David Cage

## 7ecérémonie (2020)

### Nommés
Les nominations ont été annoncées en mars 2020.
Ping Award du meilleur jeu PC
- A Plague Tale: Innocence - Asobo Studio
- WRC 8 - Kylotonn
- Steel Division 2 - Eugen Systems
- GreedFall - Spiders
- Life Is Strange 2 - Dontnod Entertainment
- The Wanderer: Frankenstein's Creature - La Belles Games

Ping Award du meilleur jeu consoles
- A Plague Tale: Innocence - Asobo Studio
- Unruly Heroes - Magic Design
- Astérix et Obélix XXL 3 : Le Menhir de cristal - OSome Studios
- GreedFall - Spiders
- Let's Sing 2020 - Ravenscourt / Voxler

Ping Award du meilleur jeu mobile
- TokoToko - Kalank
- Million Lords - Million Victories
- Dead Cells - Motion-Twin
- Frag Pro Shooter - Oh BiBi
- Detective Jack: Mystic Case - Old Skull Games

Ping Award du meilleur jeu indépendant
- TokoToko - Kalank
- Sigma Theory: Global Cold War - Goblinz Studio
- Onirism - Crimson Tales
- Un pas fragile - Opal Games
- Skybolt Zack - Devs Must Die
- Fallback - ENDROAD
- The Wanderer: Frankenstein's Creature - La Belle Games
- Heave Ho - Le Cartel
- Super Chicken Catchers - White Smoke Games
- PCI Agent : Enquêtes criminelles - PCI Agent

Ping Award des meilleurs graphismes
- Fallback - ENDROAD
- The Wanderer: Frankenstein's Creature - La Belle Games
- WRC 8 - Kylotonn
- A Plague Tale: Innocence - Asobo Studio
- GreedFall - Spiders

Ping Award de la meilleure bande-son
- The Wanderer: Frankenstein's Creature - La Belle Games
- A Plague Tale: Innocence - Asobo Studio
- GreedFall - Spiders
- Onirism - Crimson Tales
- Skybolt Zack - Devs Must Die

Ping Award du meilleur scénario
- The Wanderer: Frankenstein's Creature - La Belle Games
- A Plague Tale: Innocence - Asobo Studio
- GreedFall - Spiders
- Lie in my Heart - Expressive Gamestudio
- Sigma Theory: Global Cold War - Goblinz Studio

Ping Award du meilleur jeu étudiant
- Squire - ECV Animation Bordeaux
- Rocky Town - Objectif 3D
- Chinvat - ETPA
- Office Robot League - Gobelins
- Incagram - Isart Digital
- Retrobike Fury - Itescia
- Deepness - Pôle 3D
- Nothing in Sight - Supinfogame Rubika
- Issun Boshi - École Émile-Cohl
- Skeleton Tales - Lisaa

### Palmarès
Cérémonie repoussée en raison de la pandémie de Covid-19.